# سفيان شاكلا
سفيان شاكلا (بالإنجليزية: Sofian Chakla)‏ (من مواليد 2 سبتمبر 1993) هو لاعب كرة قدم مغربي محترف يلعب كمدافع للنادي البلجيكي أو إتش لوفين.